# Cloeotus petrovitzi
Cloeotus petrovitzi är en skalbaggsart som beskrevs av Renaud Maurice Adrien Paulian 1982. Cloeotus petrovitzi ingår i släktet Cloeotus och familjen Hybosoridae. Inga underarter finns listade i Catalogue of Life.